# Masdenverge
Masdenverge település Spanyolországban, Tarragona tartományban. Masdenverge Tortosa, Amposta, Freginals, Godall, La Galera és Santa Bàrbara, Tarragona községekkel határos. Lakosainak száma 1149 fő (2024).

## Népesség
A település népessége az elmúlt években az alábbi módon változott:
| Lakosok száma | 1071 | 886  | 828  | 822  | 925  | 1052 | 1144 | 1096 | 1070 | 1149 |
|               | 1857 | 1910 | 1940 | 1965 | 1991 | 2005 | 2010 | 2015 | 2019 | 2024 |